# Cerkiew Zaśnięcia Najświętszej Marii Panny w Hodyszewie
Cerkiew Zaśnięcia Najświętszej Marii Panny w Hodyszewie – nieistniejąca już murowana cerkiew z 1875, rozebrana w 1949 r.,  pozyskane cegły posłużyły do budowy plebanii, (1952-1956) i domu pielgrzyma (1950).

## Historia
Cerkiew prawosławna, a następnie greckokatolicka w Hodyszewie istniała już w XVI w.. Od 1630 znajdowała się w niej cudowna ikona Matki Boskiej, według legendy odnaleziona na drzewie w pobliżu wsi Kiewłaki, gdzie później wytrysnęło cudowne źródełko o nazwie Krynica. Kolejna cerkiew w miejscowości powstała w 1775. Była wzniesiona na planie sześciokąta, a przy jej budowie wykorzystano wsparcie finansowe licznie przybywających do Hodyszewa prawosławnych i greckokatolickich pielgrzymów. Na ikonie i ołtarzu znajdowało się kilkaset pozostawionych wotów. W 1805 władze pruskie planowały zamknąć cerkiew, jednak na prośbę jej proboszcza odstąpiły od tego zamiaru. W 1843 cerkiew została rozbudowana, w jej wnętrzu znalazły się elementy zapożyczone z liturgiki łacińskiej - w tym organy. Usunięto je w 1875, kiedy obiekt przeszedł ponownie w ręce prawosławnych. W 1867 cerkiew otrzymała dar od cara Aleksandra II w postaci kompletu szat i naczyń liturgicznych oraz ewangeliarza. W 1878 rozpoczęto budowę kolejnej, jeszcze okazalszej cerkwi, którą poświęcono 8 maja 1881. Starą cerkiew w 1884 r. rozebrano, a z jej elementów zbudowano nowy kościół, który przed II wojną światową przeniesiono do źródełka w miejsce dawnej kaplicy (do tzw. Krynicy). W nowej świątyni, obok tradycyjnie czczonej ikony Matki Boskiej, znalazły się również ikony Jezusa Chrystusa Tronującego, Mikołaja Cudotwórcy i Najświętszej Maryi Panny. W dzwonnicy znajdowało się 5 dzwonów różnej wielkości.
W czasie I wojny światowej większość prawosławnych wyjechała z Hodyszewa, zabierając ze sobą ikonę (wróciła do Polski w 1926, do Hodyszewa 24 maja 1928). Cerkiew została zamieniona na kościół rzymskokatolicki, rozebrano plebanię i zamknięto cmentarz prawosławny (zachowało się jedynie kilka nagrobków pomiędzy grobami katolickimi). W latach 1932–1949 wzniesiono nowy kościół, w którym do dziś znajduje się kopia ikony, zwanej dziś Matką Boską Hodyszewską, natomiast starą cerkiew rozebrano w 1949. Zachowała się do naszych czasów stara, drewniana kaplica znajdująca się przy źródełku.